# Anastasiya Juravleva
Anastasiya Juravleva (née Kirbyateva le 9 octobre 1981 à Tachkent) est une athlète ouzbèke, spécialiste du saut en longueur et du triple saut.

## Biographie
Son meilleur triple saut est de 14,55 m, réalisé à La Canée le 6 juin 2005, tandis que son meilleur saut en longueur est de 6,69 m à Almaty en 2003.
Championne d'Asie à Manille en 2003 au saut à la longueur, médaille d'argent au triple à Incheon en 2005, elle remporte encore deux médailles à Pune en 2013. Elle a participé aux Jeux olympiques en 2004, en 2008 et en 2012.

## Palmarès
| Date | Compétition                | Lieu      | Résultat | Épreuve     | Marque  |
| ---- | -------------------------- | --------- | -------- | ----------- | ------- |
| 2003 | Championnats d'Asie        | Manille   | 1re      | Longueur    | 6,53 m  |
| 2003 | Championnats d'Asie        | Manille   | 2e       | Triple saut | 14,21 m |
| 2005 | Championnats d'Asie        | Incheon   | 7e       | Longueur    | 6,38 m  |
| 2005 | Championnats d'Asie        | Incheon   | 2e       | Triple saut | 14,14 m |
| 2006 | Coupe du monde des nations | Athènes   | 5e       | Triple saut | 14,54 m |
| 2006 | Jeux asiatiques            | Doha      | 2e       | Triple saut | 14,26 m |
| 2007 | Jeux mondiaux militaires   | Hyderabad | 1re      | Longueur    | 6,21 m  |
| 2010 | Jeux asiatiques            | Canton    | 6e       | Triple saut | 13,38 m |
| 2011 | Championnats d'Asie        | Kobe      | 5e       | Triple saut | 13,88 m |
| 2013 | Championnats d'Asie        | Pune      | 2e       | Longueur    | 6,36 m  |
| 2013 | Championnats d'Asie        | Pune      | 1re      | Triple saut | 14,18 m |

### Records
| Épreuve          | Épreuve      | Performance | Lieu       | Date            |
| ---------------- | ------------ | ----------- | ---------- | --------------- |
| Saut en longueur | En plein air | 6,69 m      | Almaty     | 21 juin 2003    |
| Saut en longueur | En salle     | 6,42 m      | Düsseldorf | 17 février 2006 |
| Triple saut      | En plein air | 14,55 m     | La Canée   | 6 juin 2005     |
| Triple saut      | En salle     | 14,24 m     | Le Pirée   | 25 février 2006 |